# Ефремов, Владимир Иванович
Влади́мир Ива́нович Ефре́мов (19 декабря 1942, Актюбинск — 24 сентября 2009, Вильнюс, Вильнюс) — советский и литовский театральный актёр; заслуженный артист Литовской ССР (1976); «душа и звезда Русского драмтеатра» в Вильнюсе.

## Биография

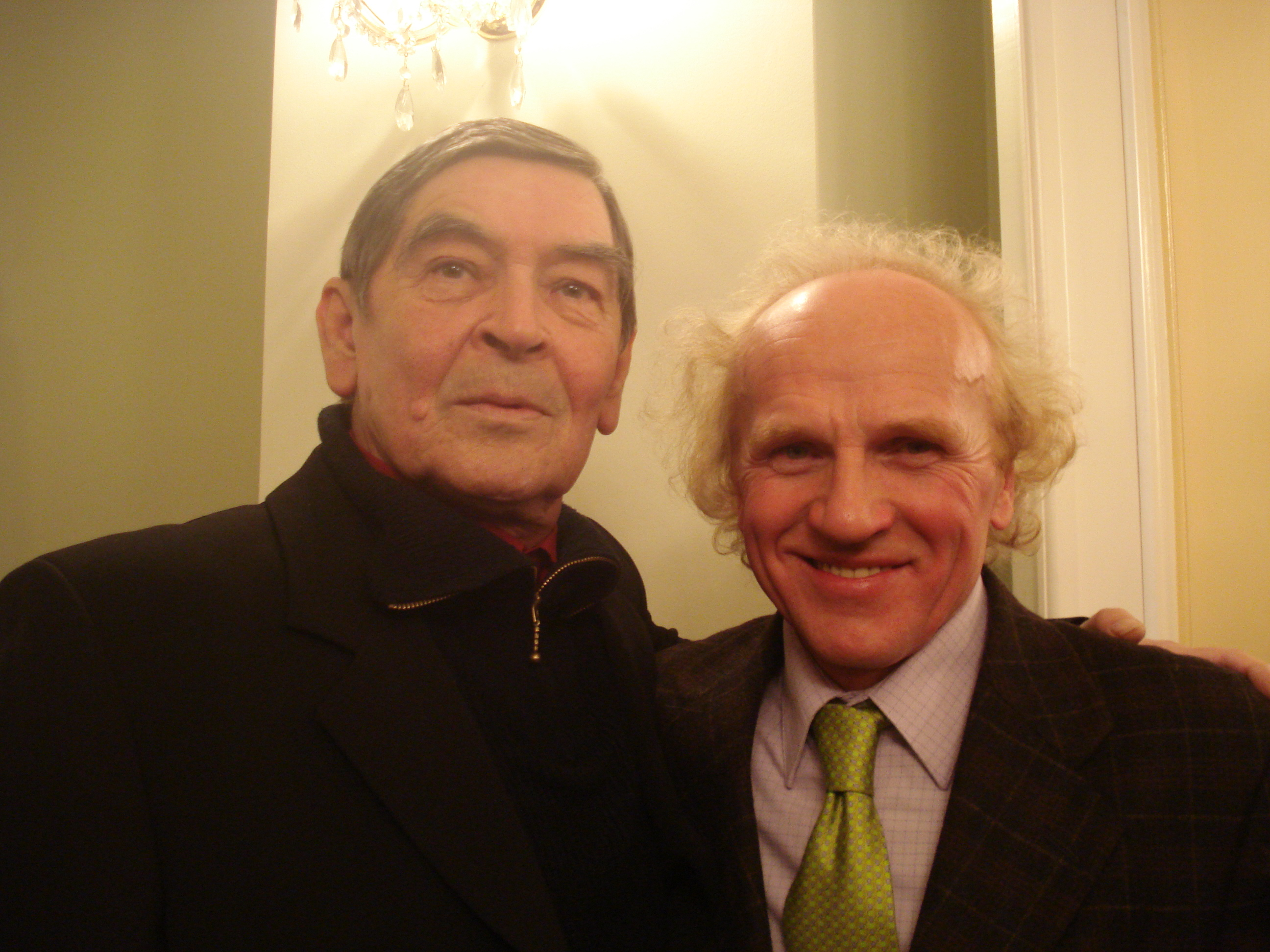
Владимир Ефремов и Владимир Тарасов

В 1963 году окончил Государственную консерваторию Литвы.
С 1963 года начал работать в Русском драматическом театре Литвы.
Работал также в Каунасском государственном драматическом театре. Принимал участие в постановках Театра Оскараса Коршуноваса. Играл роль бродячего артиста в постановке «Гамлета» Эймунтаса Някрошюса.
В конце 1980-х — начале 1990-х годов был активным участником Саюдиса. Один из основателей и руководителей Русского культурного центра.
Создал свыше 120 театральных ролей. Первыми ролями были Фредди в пьесе Бернарда Шоу «Пигмалион» (режиссёр Леонид Лурье, 1961), эпизодическая роль в пьесе Н. Ф. Погодина «Кремлёвские куранты» (режиссёр Л. Лурье, 1961), Дюрко в спектакле «Святая ночь» Петера Карваша (режиссёр Н. Воложин, 1962). К наиболее значительным относятся роли в спектаклях, поставленных Романом Виктюком — король Генрих в «Марии Стюарт» Ю. Словацкого, Валентин в пьесе «Валентин и Валентина» М. Рощина, Билл Старбак в «Продавце дождя» Р. Нэша, Мастер по роману Михаила Булгакова «Мастер и Маргарита».
Награждён крестом офицера ордена Великого князя Литовского Гядиминаса (2003). Лауреат премии «Серебряный журавль» (2006). Актёр умер после тяжелой и продолжительной болезни в больнице 24 сентября на 67 году жизни. Похоронен 26 сентября на Антакальнисском кладбище .

## Роли

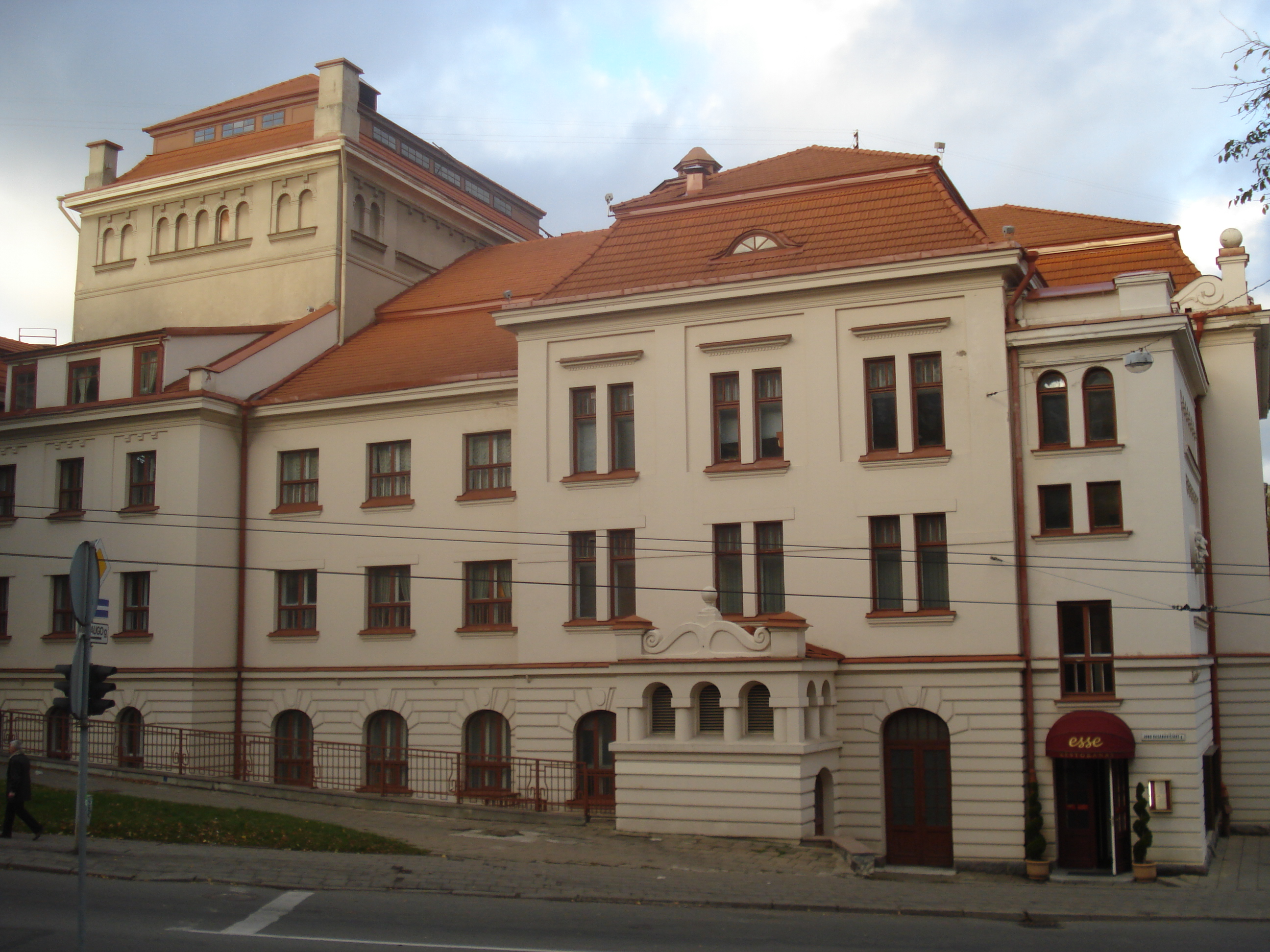
Русский драматический театр

- 1964 — «В день свадьбы» В. С. Розова — Женя
- 1971 — «Валентин и Валентина» М. Рощина — Валентин
- 1971 — «Мария Стюарт» Ю. Словацкого (режиссёр Р. Виктюк) — Король Генрих
- 1973 — «Продавец дождя» Р. Нэша (режиссёр Р. Виктюк) — Билл Старбак
- 1978 — «Татуированная роза» Теннесси Уильямса — Альваро
- 1978 — «Жили-были» А. Казанцева — Олег Крылов
- 1982 — «Порог» А. Дударева (режиссёр С. Коромщиков) — Андрей Буслай
- 1988 — «Мастер и Маргарита» М. Булгакова (режиссёр Р. Виктюк) — Мастер
- 1994 — «Брак» В. Гомбровича (режиссёр Я. Зембжуски) — Пьяница
- 1994 — «Несчастливцев и другие» А. Н. Островского (режиссёр Ю. Калантаров) — Несчастливцев
- 1995 — «Дорогая Памела» Дж. Патрика — Сол Бозо
- 1998 — «Кин IV» Григория Горина (режиссёр Ю. Попов) — Эдмунд Кин
- 2000 — «Тартюф» Мольера (режиссёр В. Мирзоев) — Тартюф
- 2002 — «Свои люди — сочтёмся!» А. Н. Островского (режиссёр В. Тертелис) — Большов
- 2003 — «Ворон» Карло Гоцци (режиссёр Ю. Попов) — Панталоне
- 2005 — «Распутник» Э.-Э. Шмитта (режиссёр Дж. Ди Капуа) — Дени Дидро
- 2006 — «Живой труп» Л. Толстого (режиссёр Э. Митницкий) — Князь Абрезков
- 2007 — «Всё для тебя, любовь моя!» Ф. Саган (режиссёр Э. Мурашов) — Генри-Джеймс Честерфилд
- 2007 — «Игроки» Н. В. Гоголя (режиссёр М. Бычков) — Глов
- 2007 — «Отель двух миров» Э.-Э. Шмитта (режиссёр C. Рачкис) — Маг Раджапур